# فيكتور رامون فيريرا
فيكتور رامون فيريرا (بالإسبانية: Víctor Ferreira) (9 مايو 1986 ببيدرو خوان كاباليرو في باراغواي - ) هو مدرب كرة قدم ولاعب كرة قدم باراغواياني في مركز الهجوم. لعب مع سيرو بورتينيو وغودوي كروز وCusco FC ‏ ونادي أياكوتشو ونادي غواراني (نادي كرة قدم) ونادي سول دي أميريكا ويونيون لا كاليرا.

## وصلات خارجية
- فيكتور رامون فيريرا على موقع إي إس بي إن إف سي (الإنجليزية)
- فيكتور رامون فيريرا على موقع قاعدة بيانات كرة القدم.إي يو (الإنجليزية)
- فيكتور رامون فيريرا على موقع Soccerway.com (الإنجليزية)